# Слободян Валентина Романівна
Валентина Романівна Слободян (16 жовтня 1937, Київ — 25 березня 2023, Підбуж) — українська кінознавиця, історик українського кінематографу, педагог. Кандидат мистецтвознавства (1974), професор. Заслужена працівниця культури України (2003).
Майже 45 років — педагог Київського державного інституту театрального мистецтва імені Івана Карпенка-Карого (пізніше — Київського національного університету театру, кіно і телебачення імені Івана Карпенка-Карого; 1977—2020). Авторка понад 500 наукових та творчих робіт, численних нарисів, присвячених українським кіномитцям. Співзасновниця фестивалю мистецтв «Кришталеві джерела».

## Життєпис

Могила Валентини Слободян, Берковецьке кладовище

Народилась 16 жовтня 1937 року в Києві в родині інженерів.
Середню освіту здобувала у київській школі № 97 паралельно з Адою Роговцевою, обидві виявляли хист до акторства у шкільному драматичному гуртку. Наприкінці 1950-х—на початку 1960-х років виконала декілька епізодичних ролей у кінофільмах класиків українського кінематографу: Сергія Параджанова («Українська рапсодія»), Юлії Солнцевої («Поема про море») тощо.
У 1960 році закінчила Український інститут інженерів водного господарства, здобула спеціалізацію «Інженер-будівельник гідротехнічних споруд». Відтоді ж — інженер Київської ГАЕС.
Під час роботи на станції вирішила кардинально змінити професію, вступивши на акторське відділення щойно відкритого кінофакультету Київського державного інституту театрального мистецтва імені Івана Карпенка-Карого (КДІТМ, КНУТКіТ). Разом з Валентиною Слободян на курс вступали майбутні провідні актори українського кінематографу: Раїса Недашківська, Іван Миколайчук, Борислав Брондуков тощо. Попри успішне проходження відбіркових турів, на курс Слободян не взяли, оскільки вона вже мала вищу освіту, тому довелось вступати на вечірне відділення акторів драми. У 1967 році закінчила інститут, щоправда, як театрознавець.
Відтоді ж — лаборант, пізніше — наукова співробітниця відділу кіно Інституту мистецтвознавства, фольклористики та етнології імені М. Т. Рильського АН УРСР. Учениця професорів Андрія Роміцина та Бориса Буряка. У 1974 році здобула науковий ступінь кандидата мистецтвознавства, захистивши дисертацію на тему «Становление актерского искусства в украинском советском кино».
З 1977 року — викладач, пізніше — професор кафедри кінознавства КДІТМ. Викладала майже до кінця життя, до 2020 року. В останні роки життя мешкала у Будинку ветеранів сцени імені Наталії Ужвій під Києвом, мала проблеми зі здоров'ям та пам'яттю. Після початку російського вторгнення в Україну у 2022 році була евакуйована разом з іншими мешканцями Будинку до селища Підбуж на Львівщині, де й померла у 85-річному віці 25 березня 2023 року. Похована разом з родиною у Києві, на Берковецькому кладовищі (ділянка № 54, ряд № 27, 50°29′37.15″ пн. ш. 30°23′58.44″ сх. д. / 50.4936528° пн. ш. 30.3995667° сх. д.).
Чоловік — бард, пізніше — завідувач відділу Міністерства енергетики і електрифікації УРСР, заступник директора Будинку письменників України Володимир Бісовецький.

## Наукова та творча діяльність
Авторка понад 500 наукових та творчих робіт, численних нарисів, присвячених українським кіномитцям. Серед учнів Валентини Слободян — Галина Погребняк, Роман Росляк, Філіп Сотниченко (нині — кінорежисер), Роксана (Оксана) Гедеон (нині — письменниця) тощо.
Професор Оксана Мусієнко, багаторічна колега Валентини Слободян, писала:
|  | Валентину Романівну як науковця цікавило таке завжди гостре, навіть конфліктне питання взаємодії актора і режисера у роботі над фільмом. При цьому вона прагнула не покладатися на чужі спостереження. Працюючи над творчим портретом, Слободян проводила чимало часу на знімальному майданчику, щоб не випустити з уваги найменші нюанси творчості. |

Як педагог, професор Слободян стежила, щоб студенти не втрачали зв'язок з сучасним українським кінопроцесом, регулярно запрошувала своїх учнів на культурні заходи в Будинок кіно.
Членкиня Національної спілки кінематографістів України (з 1975 року) та Спілки кінокритиків України, членкиня журі міжнародних та українських кінофестивалів, зокрема «Кришталеві джерела», співзасновницею якого була сама. Авторка низки сценаріїв до документальних фільмів, енциклопедичних статей, зокрема до «Енциклопедії сучасної України». Як історик українського кінематографу, виступила співавторкою декількох програмних робіт з цієї тематики, зокрема двотомної «Історії українського кіно».
За педагогічну та мистецьку діяльності була нагороджена медаллю «Ветеран праці» (1989) та званням «Заслужений працівник культури України» (2003).

## Науковий та творчий доробок (частковий)
- Становление актерского искусства в украинском советском кино: диссертация кандидата искусствоведения : 17.00.03. — Киев, 1974. — 224 с.
- Актор і кіно. К.: Наукова думка, 1975. 136 с.
- Время. Герой. Киноактер: Отображение духовного мира современника на экране / В. Р. Слободян. — Киев: о-во «Знание» УССР, 1983. — 30 с.
- Кіноактор і сучасність / В. Р. Слободян. — Київ: Мистецтво, 1987. — 282,[1] с.
- Світло далеких зірок / Н. Б. Мусієнко, О. С. Мусієнко, В. Р. Слободян. — К. : Мистецтво, 1995. — 192 с.: іл.
- Бучакська ідилія / В. Р. Слободян // Українська культура, 2017, № 1. С. 38-40.